# Djurgården 11
Djurgården 11 beställdes av Waxholms Ångfartygs AB 1998 hos Boghammar Marin AB. Skrovet byggdes av Poul Ree A/S i Stokkemarke i Danmark. Efter påbyggnad på Boghammar Marin i Lidingö levererades hon samma år och har sedan dess trafikerat linjen Djurgårdsfärjan mellan Allmänna gränd vid Gröna Lund på Djurgården och Slussen (Räntmästartrappan) i Stockholm.
Djurgården 11 byggdes om och fick en ny färgsättning 2019.

## Bildgalleri

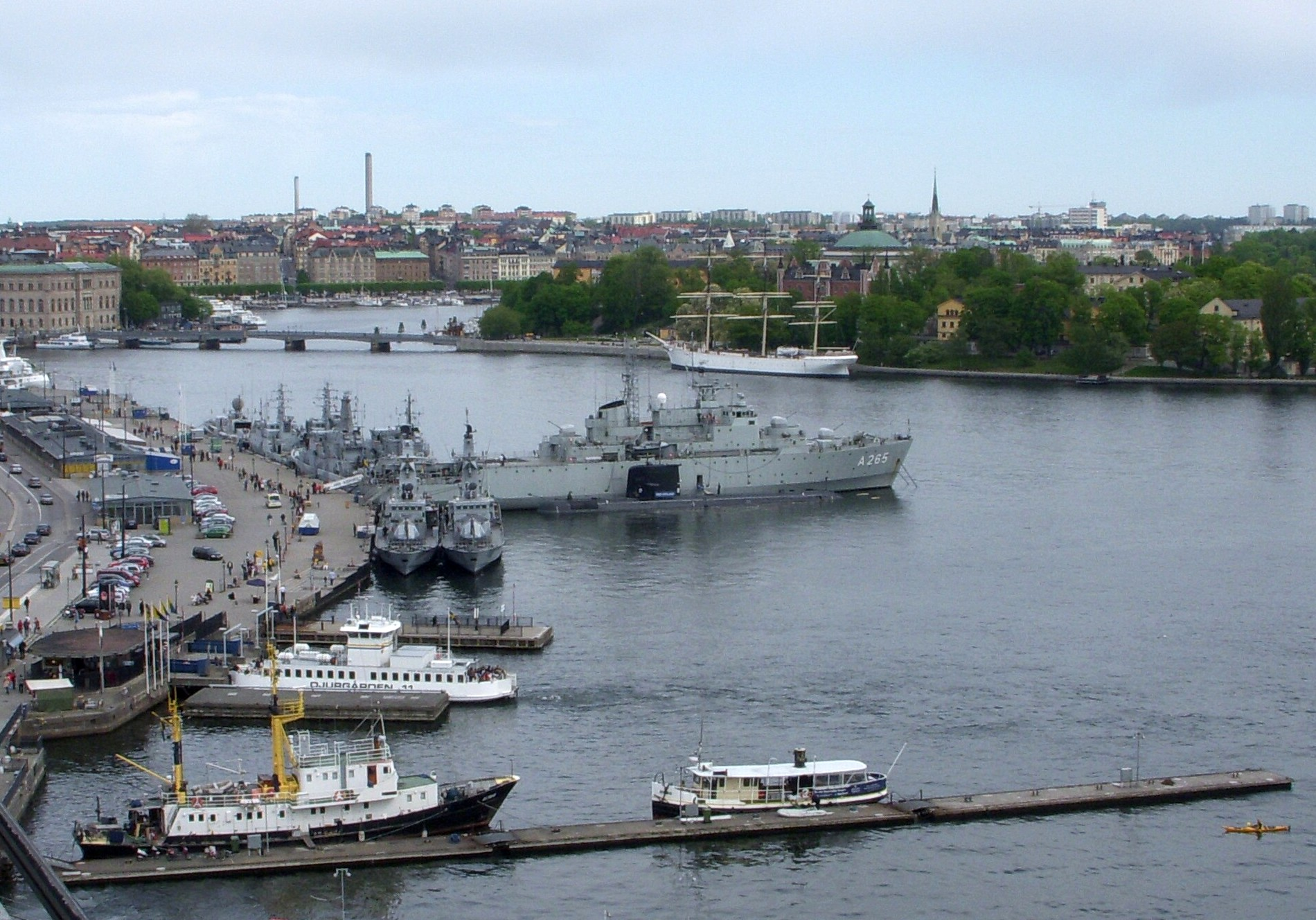
Djurgården 11 vid Räntmästartrappan, 2009
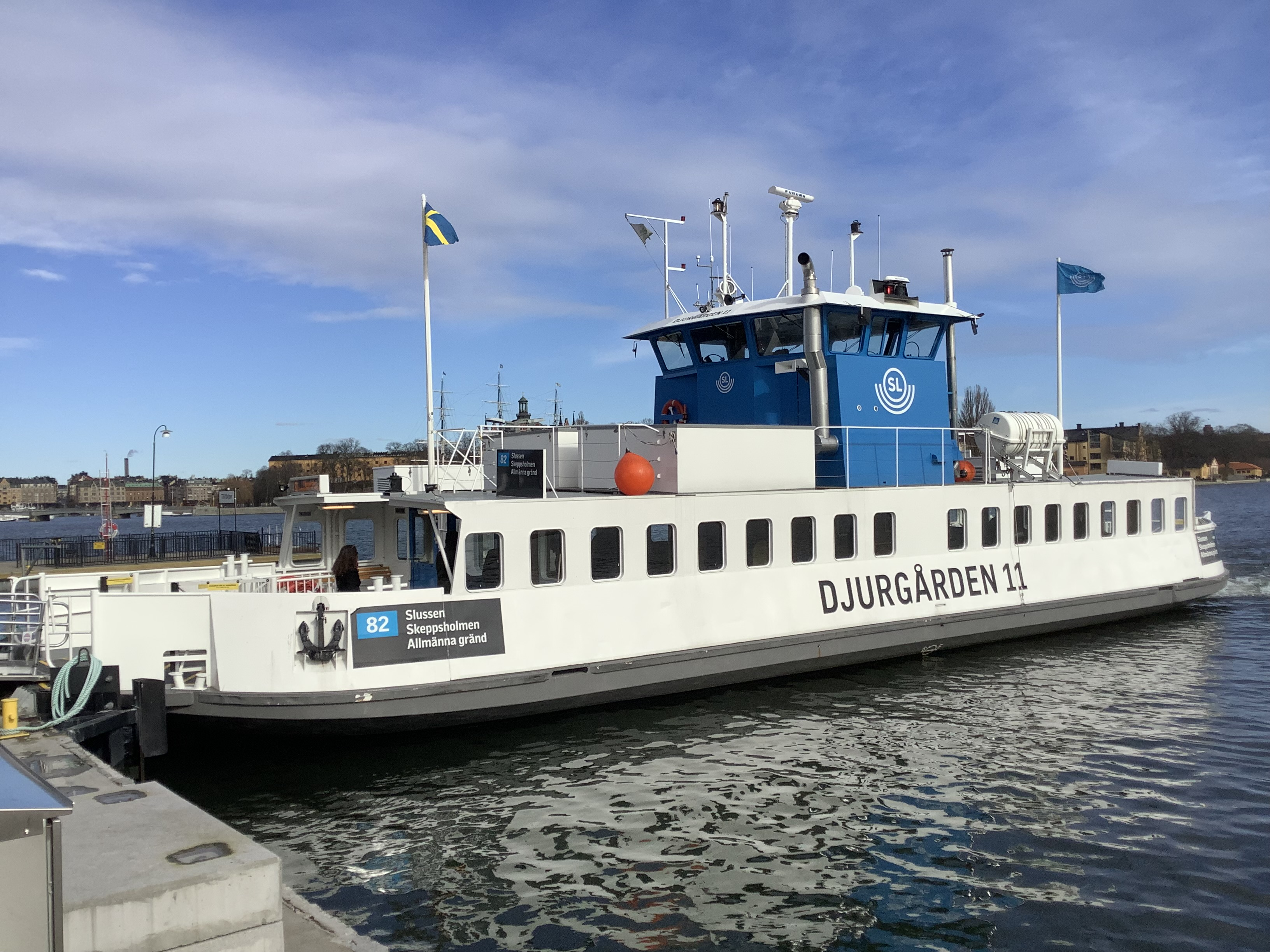
I Slussen 2020
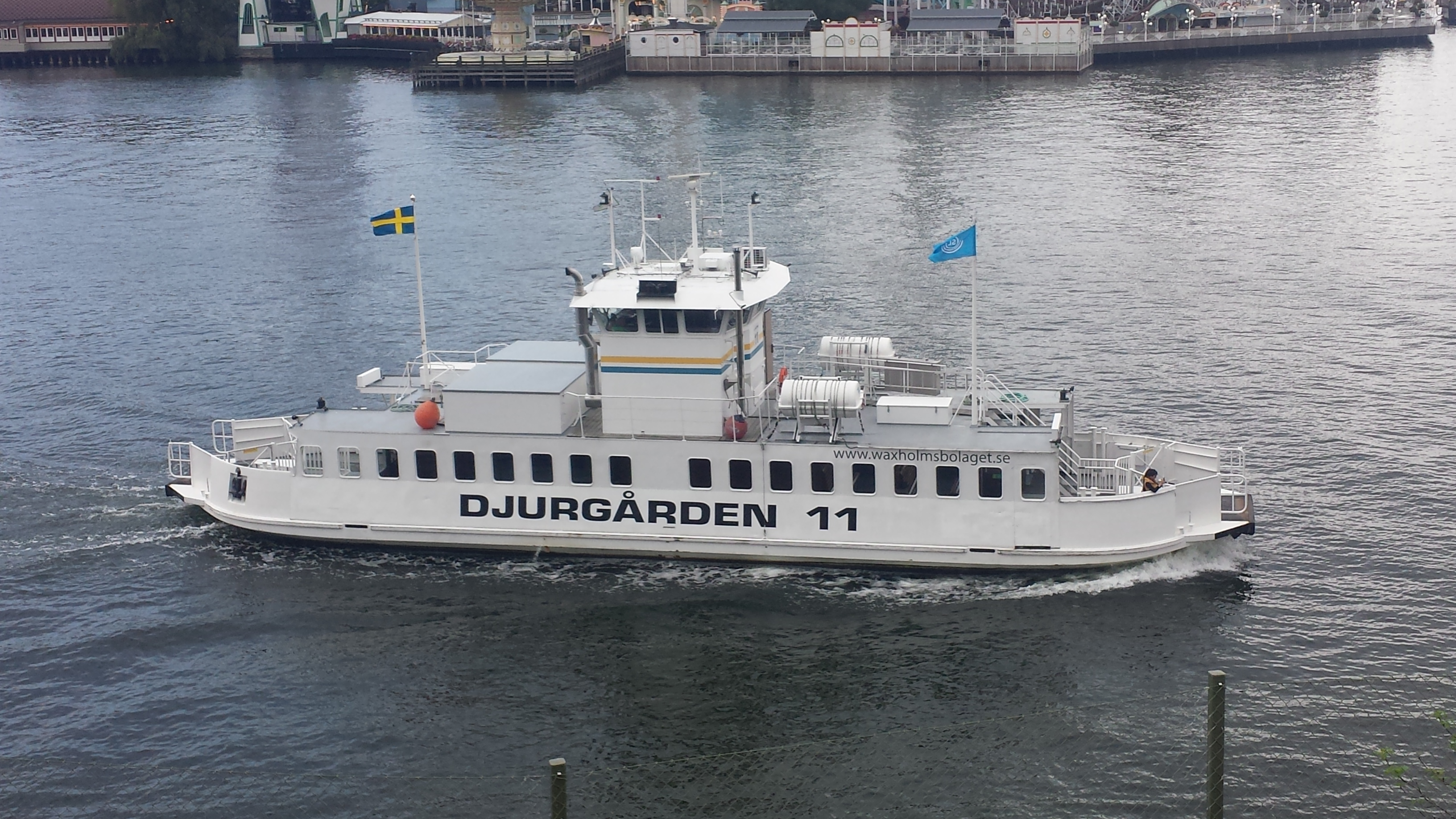
Äldre målning av fartyget, 2017